# Cophura hesperia
Cophura hesperia är en tvåvingeart som först beskrevs av Pritchard 1935.  Cophura hesperia ingår i släktet Cophura och familjen rovflugor.
Artens utbredningsområde är Arizona. Inga underarter finns listade i Catalogue of Life.